# 1,2-二碘苯
1,2-二碘苯是一种有机化合物，化学式为C6H4I2。它可由2-碘苯胺、亚硝酸钠和碘化钾为原料反应制得。它和苯乙炔在二异丙胺存在下、碘化亚铜、四(三苯基膦)钯催化下反应，可以得到1,2-二(苯乙炔基)苯。